# Anctoville
Anctoville és un municipi francès situat al departament de Calvados i a la regió de Normandia. L'any 2007 tenia 1.034 habitants.

## Demografia

### Població
El 2007 la població de fet d'Anctoville era de 1.034 persones. Hi havia 347 famílies de les quals 64 eren unipersonals (32 homes vivint sols i 32 dones vivint soles), 81 parelles sense fills, 174 parelles amb fills i 28 famílies monoparentals amb fills.
La població ha evolucionat segons el següent gràfic:
Habitants censats

### Habitatges
El 2007 hi havia 399 habitatges, 361 eren l'habitatge principal de la família, 21 eren segones residències i 17 estaven desocupats. Tots els 396 habitatges eren cases. Dels 361 habitatges principals, 307 estaven ocupats pels seus propietaris, 44 estaven llogats i ocupats pels llogaters i 9 estaven cedits a títol gratuït; 15 tenien dues cambres, 38 en tenien tres, 74 en tenien quatre i 233 en tenien cinc o més. 262 habitatges disposaven pel capbaix d'una plaça de pàrquing. A 119 habitatges hi havia un automòbil i a 217 n'hi havia dos o més.

### Piràmide de població
La piràmide de població per edats i sexe el 2009 era:
| Homes | Edats   | Dones |
| ----- | ------- | ----- |
| 0     | 95 o +  | 0     |
| 0     | 90 a 94 | 0     |
| 0     | 85 a 89 | 12    |
| 0     | 80 a 84 | 12    |
| 20    | 75 a 79 | 8     |
| 20    | 70 a 74 | 12    |
| 8     | 65 a 69 | 16    |
| 28    | 60 a 64 | 24    |
| 20    | 55 a 59 | 8     |
| 32    | 50 a 54 | 28    |
| 40    | 45 a 49 | 32    |
| 60    | 40 a 44 | 32    |
| 28    | 35 a 39 | 36    |
| 28    | 30 a 34 | 24    |
| 20    | 25 a 29 | 16    |
| 52    | 20 a 24 | 12    |
| 36    | 15 a 19 | 52    |
| 44    | 10 a 14 | 60    |
| 16    | 5 a 9   | 4     |
| 20    | 0 a 4   | 36    |

## Economia
El 2007 la població en edat de treballar era de 660 persones, 530 eren actives i 130 eren inactives. De les 530 persones actives 498 estaven ocupades (275 homes i 223 dones) i 32 estaven aturades (13 homes i 19 dones). De les 130 persones inactives 45 estaven jubilades, 54 estaven estudiant i 31 estaven classificades com a «altres inactius».

### Ingressos
El 2009 a Anctoville hi havia 369 unitats fiscals que integraven 1.015,5 persones, la mediana anual d'ingressos fiscals per persona era de 18.081 €.

### Activitats econòmiques
Dels 24 establiments que hi havia el 2007, 1 era d'una empresa de fabricació de material elèctric, 1 d'una empresa de fabricació d'altres productes industrials, 9 d'empreses de construcció, 3 d'empreses de comerç i reparació d'automòbils, 2 d'empreses de transport, 1 d'una empresa d'hostatgeria i restauració, 2 d'empreses financeres, 1 d'una empresa de serveis, 2 d'entitats de l'administració pública i 2 d'empreses classificades com a «altres activitats de serveis».
Dels 7 establiments de servei als particulars que hi havia el 2009, 2 eren paletes, 1 guixaire pintor, 2 fusteries i 2 lampisteries.
L'any 2000 a Anctoville hi havia 46 explotacions agrícoles que ocupaven un total de 1.708 hectàrees.

## Equipaments sanitaris i escolars
El 2009 hi havia una escola elemental.

## Poblacions més properes
El següent diagrama mostra les poblacions més properes.